# Aston Martin V8 Vantage (1977)
El Aston Martin V8 Vantage es un gran turismo británico, una versión de mayor rendimiento del Aston Martin V8. Fue aclamado en su introducción en 1977 como "el primer automóvil deportivo de Gran Bretaña", a veces apodado "muscle car británico" por su velocidad máxima de 170 mph (274 km/h). Compartía el motor con el Lagonda, pero utilizaba un árbol de levas de alto rendimiento, mayor relación de compresión, válvulas de admisión más grandes y carburadores también más grandes montados en nuevos colectores para aumentar la potencia. El rendimiento en línea recta fue el mejor del momento, con una aceleración de 0 a 60 mph (97 km/h) en 5.3 segundos, una décima de segundo más rápido que el Ferrari Daytona.

## Diseño
La primera serie equipada con cuatro carburadores Weber 48IDF2/100 que rendía 390 HP (395 CV; 291 kW) (estimados) a las 5800 rpm, con un par motor de 406 lb·pie (550 N·m) a las 4500 rpm, y detalles específicos de la serie como una ventilación de capó ciega y un alerón trasero separado. Se construyeron 38 unidades más 13 adaptados "cosméticamente" para Estados Unidos. La versión Oscar India, presentada a finales de 1978, presentaba un difusor integrado en forma de bandeja y un abultamiento del capó más suave. En el interior, un panel de instrumentos cubierto de cuero negro reemplazó al anterior panel de madera de nogal, que se recuperaría en los Vantage durante los años 1980 para darles una apariencia más lujosa. La versión Oscar India también recibió un ligero aumento de potencia, que pasó a 390 HP (395 CV; 291 kW). Esta línea se produjo, con algunos cambios de funcionamiento, hasta 1989. Desde 1986 el motor pasó a rendir 403 HP (409 CV; 301 kW).
Una de las características más notables fue el abultamiento del capó cerrado en lugar de la toma abierta que se encuentra en el V8 normal. El área de la parrilla también se cerró, con luces de conducción gemelas insertadas y un difusor agregado a la tapa del maletero.

### X-Pack

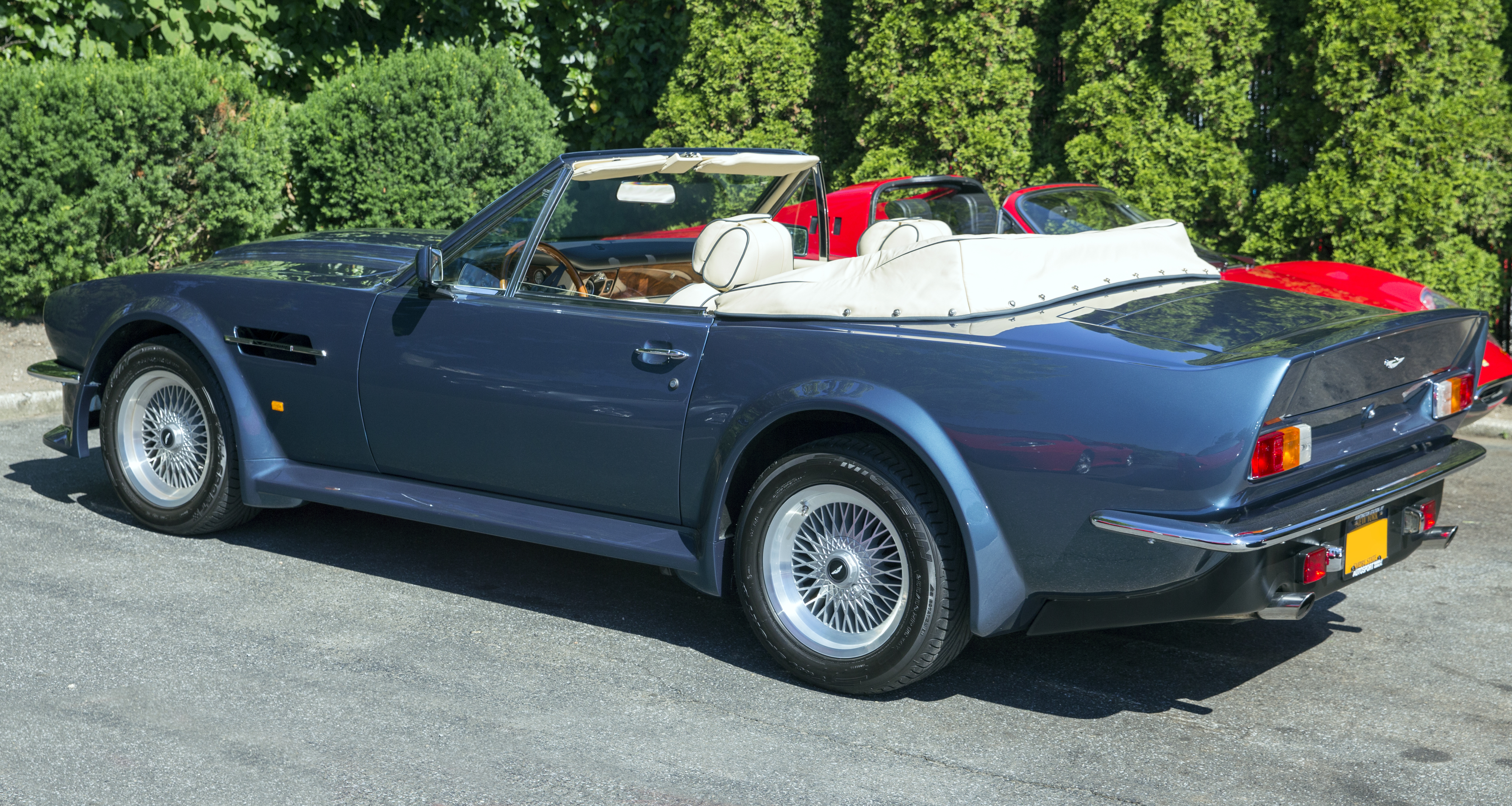
Vantage Volante X-pack de 1990 con los grandes pasos de rueda y faldones laterales

Entre 1986 y 1989 se comercializaron 580 unidades del "X-Pack", una actualización adicional con pistones Cosworth y culata de competición Nimrod que rendía 403 HP (409 CV; 301 kW). Works Service también ofrecía una opción de posventa de "gran calibre", con carburadores de 50 mm (2 pulgadas), en lugar de 48 mm (1,9 pulgadas) y un sistema de escape directo que incrementaba la potencia hasta 432 HP (438 CV; 322 kW), el mismo motor que se instaló en el V8 Zagato de edición limitada. También se instalaron rines de 16 pulgadas (40,6 cm). Por si esto no fuera suficiente, Aston Martin también ofreció una versión de 6,3 litros con 450 HP (456 CV; 336 kW) y preparadores independientes ofrecieron una versión de 7 litros.
Se construyeron 304 cupés Vantage Serie 2, incluidos 131 X-Pack, y 192 Volante, a pesar de haber sido presentados oficialmente en 1986, cerca del final de la producción. Del Vantage 'Cosmetic' para los mercados estadounidense, suizo y japonés, con inyección de combustible en lugar de carburadores Weber, se fabricaron 14 cupés Serie 2 y 56 Volante. Los "Cosmetic" Vantage carecían del potente motor Vantage, pero conservaban el nombre Vantage y la mayoría de los detalles de su carrocería, aunque la falta de carburadores permitía adoptar un capó aplanado. A partir de 1980 contaron con parachoques de seguridad delanteros y traseros para absorber impactos sin daños hasta a 5 mph (8 km/h) aprobados por el DOT (Departamento de Tráfico de los Estados Unidos). Desde entonces, la mayoría de estos coches se han modernizado con motores de especificación europea de máxima potencia.
Aunque los modelos Vantage de especificación completa con carburadores no se podían vender en los Estados Unidos cuando eran nuevos, ahora se pueden importar según las reglas de "Mostrar y exhibir" del DOT en la mayoría de los estados de Estados Unidos. Los requisitos federales también son menos estrictos para los automóviles de más de 25 años, como lo son ahora la mayoría de los Vantage.
Al mencionar al Vantage entre los entusiastas de Aston Martin, inmediatamente conjura imágenes de potencia, alto desempeño, por mucho excediendo las de los autos normales y exclusividad. Mientras que el nombre Vantage ha sido usado desde principios de los años 1950, su origen se ha mantenido oscuro y un análisis detallado de los autos no se ha hecho nunca.

## Vantage Volante

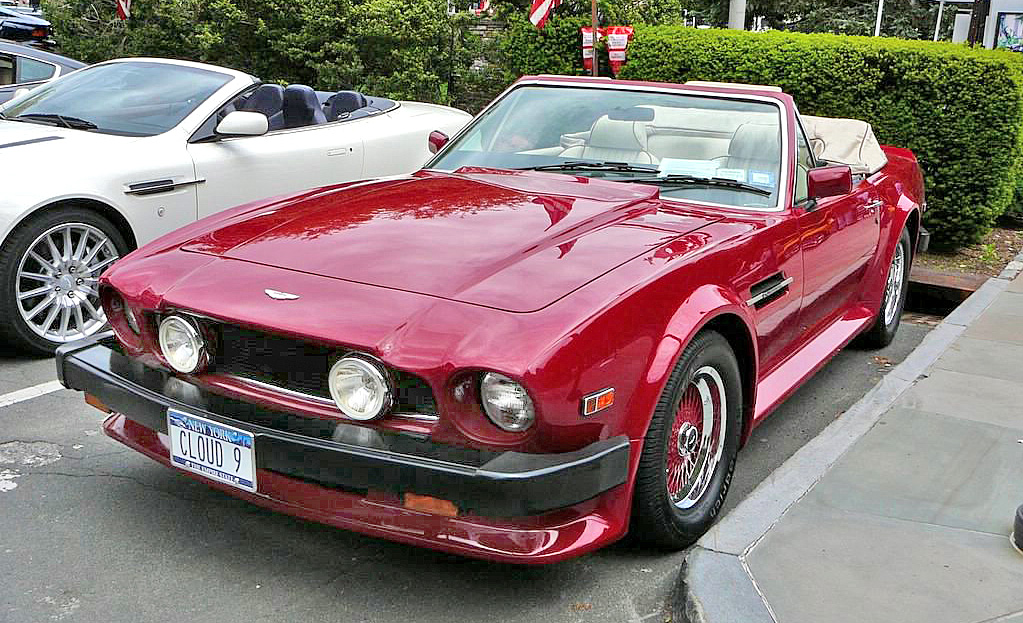
V8 Vantage Volante de 1986 adaptado para Estados Unidos

También se produjo una versión Vantage Volante descapotable entre 1986 y 1989. Se habían fabricado seis coches mecánicamente similares anteriormente por pedido especial, pero no estaba disponible regularmente hasta entonces. La versión de producción presentaba un difusor delantero aún más profundo que el del Vantage, pasos de rueda todavía más anchos y faldones laterales extendidos. El Vantage Volante también tenía un alerón trasero, que el Volante normal no tenía. En total, se construyeron 166 Vantage Volante, y los últimos salieron de la fábrica en diciembre de 1989. En 1987, Carlos de Gales recibió un Vantage Volante, pero a pedido suyo sin los pasos de rueda más anchos, la toma de aire delantera y los faldones laterales del automóvil de serie. Esto se conoció como el "Prince of Wales Spec" (o PoW) y la fábrica construyó alrededor de otros 26 coches de este tipo. Estos ahora se consideran generalmente los más deseables de todos los modelos V8 de los años 1970/80. Combinados con los autos PoW, se construyeron 192 Vantage Volante.

## Motorizaciones
| Variantes                                 | Distribución               | Diámetro x carrera            | Relación de compresión | Potencia máxima                    | Par máximo                      |
| ----------------------------------------- | -------------------------- | ----------------------------- | ---------------------- | ---------------------------------- | ------------------------------- |
| Oscar India 1983                          | DOHC 2 válvulas x cilindro | 100 x 85 mm (3,94 x 3,35 plg) | 8.0:1                  | 200 HP (203 CV; 149 kW) @ 4500 rpm | 258 lb·pie (350 N·m) @ 3000 rpm |
| Oscar India 1987                          | DOHC 2 válvulas x cilindro | 100 x 85 mm (3,94 x 3,35 plg) | 8.0:1                  | 240 HP (243 CV; 179 kW) @ 5000 rpm | 295 lb·pie (400 N·m) @ 4000 rpm |
| Oscar India 1980                          | DOHC 2 válvulas x cilindro | 100 x 85 mm (3,94 x 3,35 plg) | 8.0:1                  | 260 HP (264 CV; 194 kW) @ 5000 rpm | 289 lb·pie (392 N·m) @ 4500 rpm |
| Oscar India 1979                          | DOHC 2 válvulas x cilindro | 100 x 85 mm (3,94 x 3,35 plg) | 9.0:1                  | 286 HP (290 CV; 213 kW) @ 5000 rpm | 322 lb·pie (437 N·m) @ 4500 rpm |
| Oscar India automático                    | DOHC 2 válvulas x cilindro | 100 x 85 mm (3,94 x 3,35 plg) | 9.5:1                  | 370 HP (375 CV; 276 kW) @ 6000 rpm | 369 lb·pie (500 N·m) @ 4900 rpm |
| Vantage                                   | DOHC 2 válvulas x cilindro | 100 x 85 mm (3,94 x 3,35 plg) | 9.0:1                  | 390 HP (395 CV; 291 kW) @ 5800 rpm | 406 lb·pie (550 N·m) @ 4500 rpm |
| Oscar India X-pack                        | DOHC 2 válvulas x cilindro | 100 x 85 mm (3,94 x 3,35 plg) | 10.2:1                 | 403 HP (409 CV; 301 kW) @ 6250 rpm | 390 lb·pie (529 N·m) @ 5000 rpm |
| Oscar India X-pack (conversión en taller) | DOHC 2 válvulas x cilindro | 100 x 85 mm (3,94 x 3,35 plg) | 10.2:1                 | 432 HP (438 CV; 322 kW) @ 6200 rpm | 395 lb·pie (536 N·m) @ 5100 rpm |

| Tipo                            | 1.ª  | 2.ª  | 3.ª  | 4.ª | 5.ª   | Reversa | Final |
| ------------------------------- | ---- | ---- | ---- | --- | ----- | ------- | ----- |
| Manual ZF                       | 2.9  | 1.78 | 1.22 | 1   | 0.845 | 2.63    | 3.54  |
| Automática Chrysler TorqueFlite | 2.45 | 1.45 | 1    |     |       | 2.2     | 3.06  |

## James Bond

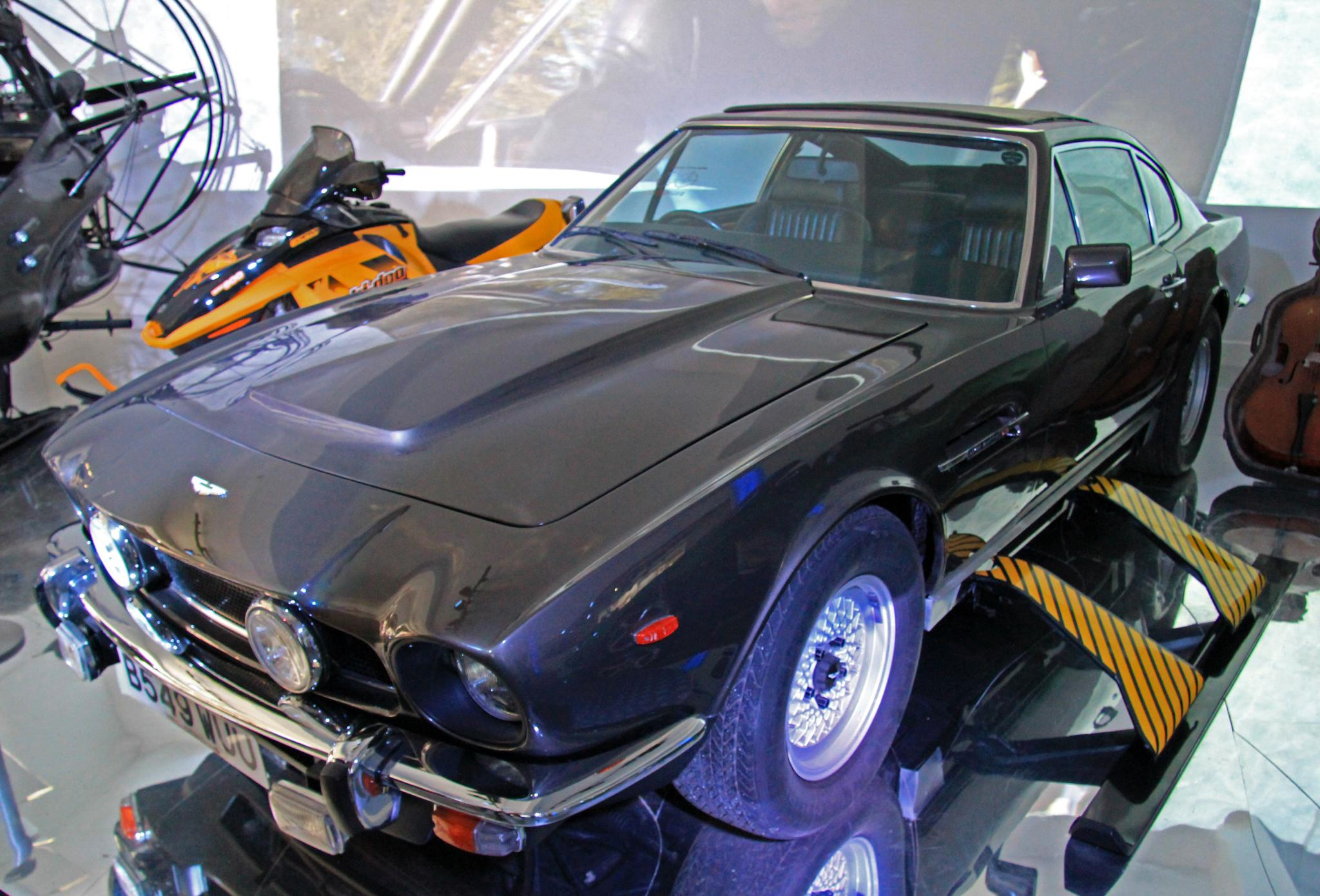
V8 modificado de The Living Daylights en el Museo Nacional del Motor de Beaulieu

El coche de James Bond (matriculado el 18 de marzo de 1985 como B549 WUU; en circulación hasta el 1 de julio de 2006) en la película de 1987 The Living Daylights era un Aston Martin V8, aunque durante la filmación se utilizaron distintos automóviles.
Al comienzo de la película, el automóvil es un V8 Volante (descapotable). El automóvil utilizado en estas escenas fue un Volante propiedad del presidente de Aston Martin Lagonda, Victor Gauntlett. Más tarde, el automóvil está equipado con un techo rígido ("acondicionado para el invierno") en la División Q y estas escenas muestran un par de Aston Martin V8 que no eran Vantage, equipados con la misma placa de matrícula que el automóvil inicial y con insignias Vantage añadidas para coincidir con el Vantage anterior.
En forma de un pequeño homenaje, la placa de matrícula B549 WUU fue pintada en la parte superior del alerón trasero del Red Bull RB15 del piloto de Fórmula 1 Pierre Gasly para el Gran Premio de Gran Bretaña de 2019.
Mostraba los dispositivos especiales siguientes:
- Radio con la frecuencia de la policía.
- Neumáticos con clavos retráctiles.
- Cohetes detrás de la placa de la matrícula trasera.
- Estabilizadores retráctiles.
- Misiles buscadores de calor detrás de las luces antiniebla delanteras.
- Láseres en los tapacubos de las ruedas delanteras.
- Ventanas y carrocería a prueba de balas.
- Sistema de autodestrucción.

El coche reapareció en la película titulada No Time to Die, estrenada en abril de 2021.